# Атинтани
Атинтани или Атинтанијанци (стгрч. Ἀτιντάνες) је назив старогрчког племена у Епиру, Насељавали су унутрашњост обале Чаотије. О њима су писали Тукидид, Полибије и Страбон.
На почетку Пелопонеског рата, Атинтани и Молосиани се појављују под вођством Сабилинтуса, регента краља Тархипаса, а као савезници Спарте против Акарнаније. У лексикону „Етника“ од Стефана Византијског, Атинтанија се појављује као регион у Македонији, названој по Атинтану, сину божанства Македона. Према Споразуму у Феникеу, из 205. година п. н. е., Атинтанија је додељена Македонском краљевству.
Можда је било више племена са сличним именом као што су Атинтани у Илирији, северно од Via Egnatia (Игњатијевог пута) . Апијани се спомињу и близу Епидамноса. Реч је вероватно, о два различита племена јер је географско растојање између њих велико. Али, од времена формирања Новог Епира то илирско племе постојало је хеленизовано.